# Txxx.com
Txxx.com ist ein Videoportal, das pornographische Inhalte anbietet. Die Website befindet sich zurzeit auf Platz 80 der meistaufgerufen Webseiten im Internet (gemessen am Alexa-Internet-Rang) und in Deutschland befindet sie sich auf Platz 28.
Der Titel der Webseite ist kurz gehalten und eine andere Umsetzung von der Domain .xxx, welche allgemein für erotische Inhalte steht. Betrieben wird sie von der AVS Group Ltd.

## Inhalte
Die Webseite bietet pornografische Videos an, die nach einzelnen Porno-Kategorien und Ländern sortiert sind. Dafür stellt sie außerdem mehrere Such- und Filterfunktionen zur Verfügung und ermöglicht es nach einzelnen Pornodarstellern zu suchen, von denen ca. 17.000 kategorisiert sind. Die Webseite bietet ebenfalls eine Mitgliedersuche sowie eine Playlist-Verwaltung an und hat viele spezielle themenorientierte Kanäle. Txxx.com steht in mehreren Sprachen zur Verfügung und ist für mobile Geräte optimiert.

## Statistik
Die meisten Besucher der Webseite kommen aus den Vereinigten Staaten (14 %), gefolgt von Deutschland (9,4 %), Brasilien (6,9 %), Indien (6,4 %) und Frankreich (4,7 %). Nur 6,10 % finden die Seite mit einer Suchmaschine, was damit zusammenhängt, dass die Webseite von einigen Suchmaschinen nicht indexiert wird (darunter auch von Google) und viele die Webadresse bereits kennen. Durchschnittlich verbringt ein Nutzer auf der Seite 5:36 Minuten am Tag, verteilt auf 3 Aufrufe; die Bounce Rate liegt bei 47 %.

## Finanzierung und Rechtliches
Finanziert wird die Seite durch Werbung, dafür bietet sie auch ein spezielles Partnerprogramm für Uploader an. Rechtlich unterliegt die Seite der amerikanischen DMCA und den Child Protection and Obscenity Enforcement Act.

## TXXX-Netzwerk
Dem TXXX-Netzwerk gehören auch weitere pornografische Webseiten wie hclips, Upornia, HDZog, HotMoves, PornQ, VoyeurHit, TubePornClassic, VJAV, Porn555, See.xxx, PornL, TheGay und ShemaleZ an.

## Geschichte
Die Webseite wird seit 2013 für pornografische Zwecke genutzt. Die Domain wurde bereits seit 2001 benutzt.